# Ludwig Heilmann

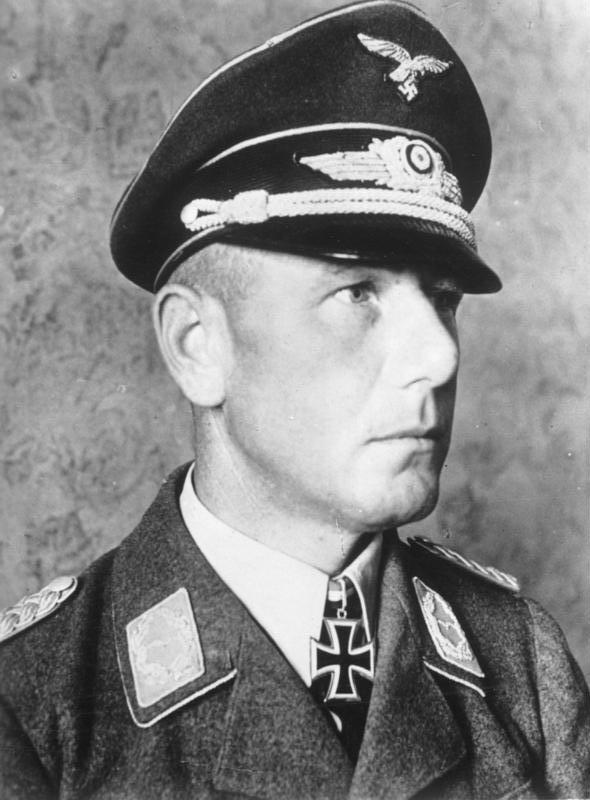
Ludwig Heilmann (1944)

Sebastian Ludwig Heilmann (* 9. August 1903 in Würzburg; † 26. Oktober 1959 in Kempten (Allgäu)) war ein deutscher Generalmajor der Fallschirmtruppe während des Zweiten Weltkriegs.

## Leben
Heilmann trat am 3. Februar 1921 in das 21. (Bayerische) Infanterie-Regiment  in Würzburg ein. Am 10. Dezember 1924 erfolgte seine Ernennung zum Unteroffiziersanwärter und am 1. Mai 1925 seine Beförderung zum Unteroffizier. Am 3. Februar 1933 trat er aus der Armee aus und am 1. Juli 1934 erneut ein.
Als Leutnant war er vom 1. Juli 1934 bis zum 30. September 1934 Zugführer und anschließend bis zum 14. Oktober 1935 Kompaniechef im Infanterie-Regiment 20 in Nürnberg. Im Anschluss daran wurde er unter Beförderung zum Hauptmann Kompaniechef im Infanterie-Regiment 63 in Ingolstadt und darauf Kompaniechef im Infanterie-Regiment 91 in Kempten. Mit seinem Regiment nahm er bei Ausbruch des Zweiten Weltkriegs zunächst am Überfall auf Polen und anschließend am Frankreichfeldzug teil.
Zum 1. August 1940 erfolgte sein Übertritt zur Luftwaffe, bei gleichzeitiger Ernennung zum Kommandeur des III. Bataillons des Fallschirm-Jäger-Regiments 3 in Magdeburg. Es folgte am 27. Oktober 1940 seine Beförderung zum Major. Im Rahmen der Operation Merkur nahm er mit seinem Regiment, das bei diesem Einsatz massive Verluste zu erleiden hatte, ab 20. Mai 1941 am Unternehmen Merkur mit der Einnahme von Kreta teil. Er wurde am 20. April 1942 zum Oberstleutnant befördert und am 15. November 1942 Führer des Fallschirm-Jäger-Regiments 3 bei der 1. Fallschirmjäger-Division. Am 5. Juni 1943 übernahm er das Kommando über dieses Regiment. Anfang Dezember 1943 erfolgte die Beförderung zum Oberst. Nachfolgend  nahm er an den Abwehrkämpfen auf Sizilien sowie an der Schlacht um Monte Cassino teil.
Am 15. Oktober 1944 wurde er mit der Führung der 5. Fallschirmjäger-Division beauftragt. Es kam zu Streitigkeiten mit Generalmajor Kurt Student, der dem als arrogant bezeichnete Heilmann nicht zugetan war. Am 22. Dezember 1944 wurde er unter gleichzeitiger Beförderung zum Generalmajor Kommandeur dieses Großverbandes. Nachfolgend nahm Heilmann mit der Division an der Ardennenoffensive teil und geriet am 7. März 1945 in britische Kriegsgefangenschaft.
Im August 1947 wurde er aus der Gefangenschaft entlassen. Heilmann verstarb am 26. Oktober 1959 in Kempten.

## Auszeichnungen
- Eisernes Kreuz (1939) II. und I. Klasse
- Ritterkreuz des Eisernen Kreuzes mit Eichenlaub und Schwertern[3]
  - Ritterkreuz am 14. Juni 1941
  - Eichenlaub am 2. März 1944 (412. Verleihung)
  - Schwerter am 15. Mai 1944 (67. Verleihung)
- Deutsches Kreuz in Gold am 26. Februar 1942[3]
- Ärmelband Kreta